# Tanya Dubnicoff
Tanya Dubnicoff (Winnipeg, 7 de noviembre de 1969) es una deportista canadiense que compitió en ciclismo en la modalidad de pista, especialista en las pruebas de velocidad individual y contrarreloj.
Ganó cuatro medallas en el Campeonato Mundial de Ciclismo en Pista entre los años 1993 y 1999.
Participó en tres Juegos Olímpicos de Verano, en Barcelona 1992 ocupó el sexto lugar en velocidad individual, en Atlanta 1996 el octavo lugar en la misma prueba, y en Sídney 2000 el séptimo lugar en la misma prueba y el octavo en los 500 m contrarreloj.

## Medallero internacional
| Campeonato Mundial | Campeonato Mundial | Campeonato Mundial | Campeonato Mundial   |
| Año                | Lugar              | Medalla            | Competición          |
| ------------------ | ------------------ | ------------------ | -------------------- |
| 1993               | Hamar (Noruega)    | Medalla de oro     | Velocidad individual |
| 1998               | Burdeos (Francia)  | Medalla de plata   | 500 m contrarreloj   |
| 1998               | Burdeos (Francia)  | Medalla de bronce  | Velocidad individual |
| 1999               | Berlín (Alemania)  | Medalla de bronce  | Velocidad individual |